# Lutz Pfannenstiel
Lutz Pfannenstiel (Zwiesel, 12 maggio 1973) è un dirigente sportivo, allenatore di calcio ed ex calciatore tedesco, di ruolo portiere, attuale direttore sportivo del St. Louis City.

## Biografia
Ha militato in 25 squadre diverse in tutti e cinque i continenti e possiede il record di essere stato il primo calciatore ad aver giocato in tutte e sei le confederazioni della FIFA, primato riconosciuto anche dal Guinness World Record.

## Carriera

### Club
Dopo aver giocato nelle giovanili delle due maggiori squadre di Monaco di Baviera, il Monaco 1860 e il Bayern, rifiuta di proseguire la sua esperienza con i bavaresi e a 20 anni, dopo aver giocato un paio di stagioni con un club delle divisioni minori, si trasferisce in Malesia, tesserato per il Penang FA. L'anno dopo è al Wimbledon della Crazy Gang, in seguito gioca tra Belgio, Malta, Singapore, Sudafrica, Inghilterra, Finlandia e Germania prima di ritornare per la seconda volta a Singapore. Mentre giocava a Singapore, Pfannenstiel fu accusato di aver truccato delle partite e trattenuto in carcere per 101 giorni. Venne poi rimesso in libertà per mancanza di prove. Nel 2000 decide di avventurarsi in Nuova Zelanda, poi va in prestito al Bradford Park Avenue, ritorna in Oceania e passa a calcare i campi di calcio svizzeri. Nel 2002 torna nuovamente in Inghilterra: il 26 dicembre 2002, mentre giocava con il Bradford Park Avenue in una partita della Northern Premier League contro l'Harrogate Town, ebbe una grave collisione con l'attaccante avversario Clayton Donaldson e smise di respirare per tre volte. Venne poi salvato da un intervento di respirazione bocca a bocca.
Dopo questo episodio firma per la terza volta un contratto con il Dunedin Technical, ancora in Nuova Zelanda. Dopo quest'altro episodio passa in prestito in un club norvegese e la stagione successiva è in Canada, poi torna ancora in Nuova Zelanda: durante la sua avventura oceaniana, ruba un pinguino tenendolo nella vasca da bagno di casa sua finché il presidente del Dunedin non scopre l'accaduto: a quel punto Pfannenstiel decide di restituire l'animale. Nel 2006 arriva al campionato albanese e negli anni seguenti fa ritorno in Norvegia, in Canada e tenta l'avventura brasiliana. Nel 2008 si trasferisce in Norvegia: due club in due stagioni prima di passare in Namibia. Al Ramblers FC è tesserato come giocatore ma svolge anche gli incarichi di direttore sportivo e di allenatore dei portieri (incarico già svolto con la Nazionale cubana e nel suo ultimo viaggio norvegese). Tra il 2010 e il 2011 resta in Namibia, arrivando a fare l'allenatore dei portieri per la Nazionale.

### Nazionale
Ha giocato alcune partite con la nazionale Under-17.

## Opere
Ha scritto un libro dal titolo Unhaltbar - Meine Abenteuer als Welttorhüter (in italiano Inarrestabile - Le mie avventure come Globetrotter), pubblicato il 1º ottobre 2009.

## Palmarès

### Giocatore

#### Competizioni nazionali
- First Division: 1

Nottingham Forest: 1997-1998
- Nedbank Cup: 1

Orlando Pirates: 1996
- MTN 8: 1

Orlando Pirates: 1996
- Cascadia Cup: 1

Vancouver Whitecaps: 2008
- United Soccer Leagues First Division: 1

Vancouver Whitecaps: 2008

#### Competizioni internazionali
- Supercoppa CAF: 1

Orlando Pirates: 1996